# Baseball-Bundesliga 2018
Die deutsche Baseball-Bundesliga 2018 war die 35. Saison der Baseball-Bundesliga. Deutscher Meister wurde erstmals die Bonn Capitals, die alle 40 Spiele von regulärer und Zwischenrunde in der Staffel Nord gewannen. 
Die reguläre Spielzeit startete am 31. März und endete am 6. Juli. Es schloss sich ab dem 28. Juli die Zwischen- und Abstiegsrunde an. Die jeweils Führenden im Norden und Süden ermittelten abschließend in den Play-offs den Deutschen Meister. Als Titelverteidiger gingen die Heidenheim Heideköpfe in die Saison. Die Berlin Flamingos und die Bremen Dockers stiegen aus der 2. Bundesliga Nord, die Ulm Falcons aus der 2. Bundesliga Süd in die jeweilige Staffel der 1. Bundesliga auf. Aus der 1. Bundesliga Nord stiegen die Dortmund Wanderers, aus der 1. Bundesliga Süd die Bad Homburg Hornets ab. Somit spielten erstmals seit 2013 wieder beide Divisionen mit 8 Mannschaften.
Die in der Vorsaison eingeführte Interleague-Runde wurde wieder abgeschafft und durch eine Top-4-Runde ersetzt. In dieser spielten die vier besten Mannschaften einer Staffel eine Hin- und Rückrunde als  Doubleheader aus. Aus den Ergebnissen dieser Spiele wurde zusammen mit allen Spielen aus der regulären Saison eine Tabelle berechnet. Die beiden Bestplatzierten qualifizierten sich für das Halbfinale.

## Teilnehmer
Folgende 16 Teams nahmen, getrennt in die beiden Divisionen Nord und Süd, an der Saison 2018 teil. Sortiert sind die Clubs nach ihrer Vorjahresplatzierung in der regulären Saison.
| Division Nord | Division Nord          | Division Süd | Division Süd          |
| ------------- | ---------------------- | ------------ | --------------------- |
|               | Bonn Capitals          |              | Heidenheim Heideköpfe |
|               | Dohren Wild Farmers    |              | Mainz Athletics       |
|               | Solingen Alligators    |              | Haar Disciples        |
|               | Paderborn Untouchables |              | Mannheim Tornados     |
|               | Hamburg Stealers       |              | Buchbinder Legionäre  |
|               | Cologne Cardinals      |              | Stuttgart Reds        |
|               | Berlin Flamingos       |              | Saarlouis Hornets     |
|               | Bremen Dockers         |              | Ulm Falcons           |

## Reguläre Saison

### 1. Bundesliga Nord
| Pl | Team | Team                   | W  | L  | Pct   | GB |
| -- | ---- | ---------------------- | -- | -- | ----- | -- |
| 1  |      | Bonn Capitals          | 28 | 0  | 1.000 | 0  |
| 2  |      | Paderborn Untouchables | 20 | 8  | .714  | 8  |
| 3  |      | Solingen Alligators    | 19 | 9  | .679  | 9  |
| 4  |      | Dohren Wild Farmers    | 17 | 11 | .607  | 11 |
| 5  |      | Hamburg Stealers       | 11 | 17 | .393  | 17 |
| 6  |      | Cologne Cardinals      | 8  | 20 | .286  | 20 |
| 7  |      | Berlin Flamingos       | 5  | 23 | .179  | 23 |
| 8  |      | Bremen Dockers         | 4  | 24 | .143  | 24 |

### 1. Bundesliga Süd
| Pl | Team | Team                  | W  | L  | Pct  | GB |
| -- | ---- | --------------------- | -- | -- | ---- | -- |
| 1  |      | Heidenheim Heideköpfe | 23 | 5  | .821 | 0  |
| 2  |      | Haar Disciples        | 20 | 8  | .714 | 3  |
| 3  |      | Buchbinder Legionäre  | 19 | 9  | .679 | 4  |
| 4  |      | Mainz Athletics       | 16 | 12 | .571 | 7  |
| 5  |      | Mannheim Tornados     | 16 | 12 | .571 | 7  |
| 6  |      | Stuttgart Reds        | 7  | 21 | .250 | 16 |
| 7  |      | Saarlouis Hornets     | 7  | 21 | .250 | 16 |
| 8  |      | Ulm Falcons           | 4  | 24 | .143 | 19 |

## Zwischenrunde

### 1. Bundesliga Nord
| Pl | Team | Team                   | W  | L  | Pct   | GB |
| -- | ---- | ---------------------- | -- | -- | ----- | -- |
| 1  |      | Bonn Capitals          | 40 | 0  | 1.000 | 0  |
| 2  |      | Solingen Alligators    | 26 | 14 | .650  | 14 |
| 3  |      | Paderborn Untouchables | 24 | 16 | .600  | 16 |
| 4  |      | Dohren Wild Farmers    | 18 | 22 | .450  | 22 |

### 1. Bundesliga Süd
| Pl | Team | Team                  | W  | L  | Pct  | GB |
| -- | ---- | --------------------- | -- | -- | ---- | -- |
| 1  |      | Heidenheim Heideköpfe | 32 | 8  | .800 | 0  |
| 2  |      | Buchbinder Legionäre  | 25 | 15 | .625 | 7  |
| 3  |      | Mainz Athletics       | 23 | 17 | .575 | 9  |
| 4  |      | Haar Disciples        | 22 | 18 | .550 | 10 |

## Play-Downs

### 1. Bundesliga Nord
| Pl | Team | Team              | W  | L  | Pct  | GB |
| -- | ---- | ----------------- | -- | -- | ---- | -- |
| 1  |      | Hamburg Stealers  | 20 | 20 | .500 | 0  |
| 2  |      | Cologne Cardinals | 15 | 25 | .375 | 5  |
| 3  |      | Bremen Dockers    | 9  | 31 | .225 | 11 |
| 4  |      | Berlin Flamingos  | 8  | 32 | .200 | 12 |

Die Berlin Flamingos stiegen somit in die 2. Bundesliga ab.

### 1. Bundesliga Süd
| Pl | Team | Team              | W  | L  | Pct  | GB |
| -- | ---- | ----------------- | -- | -- | ---- | -- |
| 1  |      | Mannheim Tornados | 27 | 13 | .675 | 0  |
| 2  |      | Stuttgart Reds    | 13 | 27 | .325 | 14 |
| 3  |      | Saarlouis Hornets | 12 | 28 | .300 | 15 |
| 4  |      | Ulm Falcons       | 6  | 34 | .150 | 21 |

## Play-Offs
|  | Halbfinale | Halbfinale           | Halbfinale            | Halbfinale | Halbfinale | Halbfinale | Halbfinale |    |                       | Finale | Finale | Finale | Finale | Finale | Finale | Finale |
|  |            |                      |                       |            |            |            |            |    |                       |        |        |        |        |        |        |        |
|  | N1         | Bonn Capitals        | 1                     | 9          | 4          | 3          | 3          |    |                       |        |        |        |        |        |        |        |
|  | S2         | Buchbinder Legionäre | 6                     | 3          | 7          | 2          | 2          |    |                       |        |        |        |        |        |        |        |
|  | S2         | Buchbinder Legionäre | 6                     | 3          | 7          | 2          | 2          | N1 | Bonn Capitals         | 8      | 2      | 1      | 4      | 7      |        |        |
|  |            |                      |                       |            |            |            |            | N1 | Bonn Capitals         | 8      | 2      | 1      | 4      | 7      |        |        |
|  |            | S1                   | Heidenheim Heideköpfe | 3          | 12         | 9          | 2          | 5  |                       |        |        |        |        |        |        |        |
|  | S1         | S1                   | Heidenheim Heideköpfe | 3          | 12         | 9          | 2          | 5  | Heidenheim Heideköpfe | 9      | 11     | 15     |        |        |        |        |
|  | S1         |                      |                       |            |            |            |            |    | Heidenheim Heideköpfe | 9      | 11     | 15     |        |        |        |        |
|  | N2         | Solingen Alligators  | 8                     | 0          | 0          |            |            |    |                       |        |        |        |        |        |        |        |

## Spielerauszeichnungen

### Spieler der Woche
| Woche bis1 | Spieler               | Team                  |
| ---------- | --------------------- | --------------------- |
| 04.04.     | Jake Levin            | Saarlouis Hornets     |
| 10.04.     | Justin Brock          | Cologne Cardinals     |
| 17.04.     | Wilson Lee            | Solingen Alligators   |
| 24.04.     | Sascha Lutz           | Heidenheim Heideköpfe |
| 02.05.     | Eric Harms            | Regensburg Legionäre  |
| 08.05.     | Edvardas Matusevicius | Dohren Wild Farmers   |
| 15.05.     | Gary Owens            | Heidenheim Heideköpfe |
| 22.05.     | Maurice Wilhelm       | Bonn Capitals         |
| 29.05.     | Jake Levin            | Saarlouis Hornets     |
| 06.06.     | Nick Miceli           | Bremen Dockers        |
| 12.06.     | Lars Eric Andersen    | Solingen Alligators   |
| 19.06.     | Michael Click         | Haar Disciples        |
| 26.06.     | Wilson Lee            | Solingen Alligators   |
| 03.07      | Connor Little         | Mainz Athletics       |

1 = Datum der Bekanntgabe.

### Pitcher
| Best Pitcher (Nord)  | Best Pitcher (Süd)  |
| -------------------- | ------------------- |
| Markus Solbach (BON) | Michael Click (HAA) |

### Batter
| Best Batter (Nord)   | Best Batter (Süd)   |
| -------------------- | ------------------- |
| Caleb Fenimore (DWF) | Mitch Nilsson (HDH) |